# Skinnende rose
Skinnende rose (Rosa nitida) er en lille, løvfældende busk med en opret og stivgrenet vækstform. Hovedgrenene står ret op, og de er kun svagt forgrenede. Den stammer fra det nordøstlige Nordamerika.

## Beskrivelse
Barken er tæt besat med tynde, rette torne, blandet med børster og kirtelhår. Farven på selve barken er rød til rødbrun. Senere bliver den dog grålig med fine sprækker. Knopperne er spredte, meget små og røde. 
Bladene er spinkle og uligefinnede med smalle, elliptiske småblade. Bladrandene er savtakkede og rødlige. Oversiden er skinnende blank og mørkegrøn, mens undersiden er mat og lysegrøn. Høstfarven er varmt rød. Blomsterne sidder enligt eller få sammen ved skudspidserne. De er flade og lyserøde. Hybenet er kuglerundt og højrødt. Frøene modner godt og spirer villigt.
Rodnettet er tæt forgrenet og når både langt ud og dybt ned. Skinnende rose danner ingen eller kun få rodskud, og i så fald står de tæt på selve busken og virker som en del af den. Også denne rose fremkalder jordtræthed.
Højde x bredde og årlig tilvækst: 0,8 x 1 m (15 x 20 cm/år).

## Hjemsted
Skinnende rose danner krat i træløse vådområder i det nordøstlige USA og Canada. 
I den åbne mine ved East Uniacke, som ligger nord for Halifax i Hants County, Nova Scotia, Canada, findes arten i et vådområde sammen med bl.a. kongebregne, Carex exilis (en art af Star), Eriophorum virginicum (en art af kæruld), læderløv, mosepors, Rubus hispidus (en art af brombær),  rødløn, Solidago uliginosa (en art af gyldenris), sortgran, tørvemos (i flere arter), virginsk vinterbær og østamerikansk lærk
| Portal | Portal:Botanik |

## Note
1. ↑  /www.gov.ns.ca: Government of Nova Scotia: East Uniacke Quarry Expansion Project